# Neolana
Neolana és un gènere d'aranyes araneomorfs de la família dels estifídids (Stiphidiidae). Fou descrit per primera vegada per M.R, Gray l'any 1973.
Els exemplars d'aquest gènere són endèmics de Nova Zelanda.

## Taxonomia
Segons el World Spider Catalog amb data de 10 de gener de 2019, Neolana té 3 espècies reconegudes:
- Neolana dalmasi (Marples, 1959)
- Neolana pallida Forster & Wilton, 1973
- Neolana septentrionalis Forster & Wilton, 1973